# Minutoexcipula mariana
Minutoexcipula mariana är en lavart som beskrevs av V. Atienza 2001. Minutoexcipula mariana ingår i släktet Minutoexcipula, divisionen sporsäcksvampar och riket svampar.   Inga underarter finns listade i Catalogue of Life.